# Tony Levin

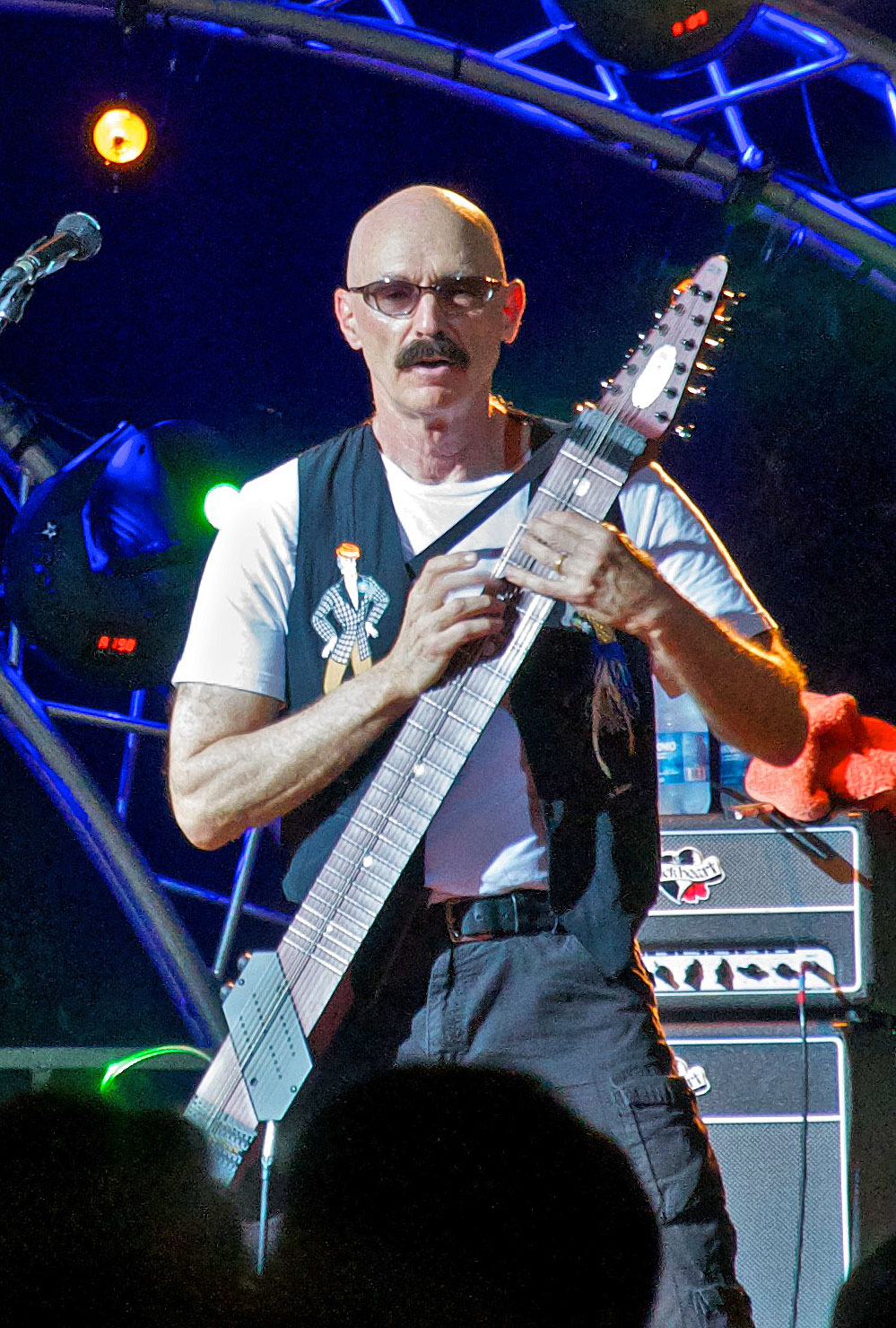
Tony Levin mit einem Chapman Stick, 2010

Anthony Frederick „Tony“ Levin (* 6. Juni 1946 in Boston, Massachusetts) ist ein US-amerikanischer Rock-Bassist. Er wurde vor allem im Umfeld des Progressive Rock durch seine Zusammenarbeit mit Künstlern wie Peter Gabriel, King Crimson oder Yes bekannt.

## Leben

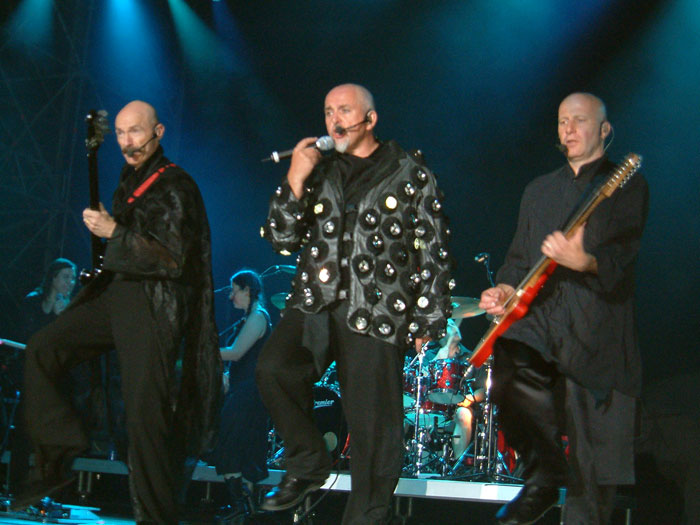
Tony Levin (links) mit Peter Gabriel (Mitte) und David Rhodes, 2004

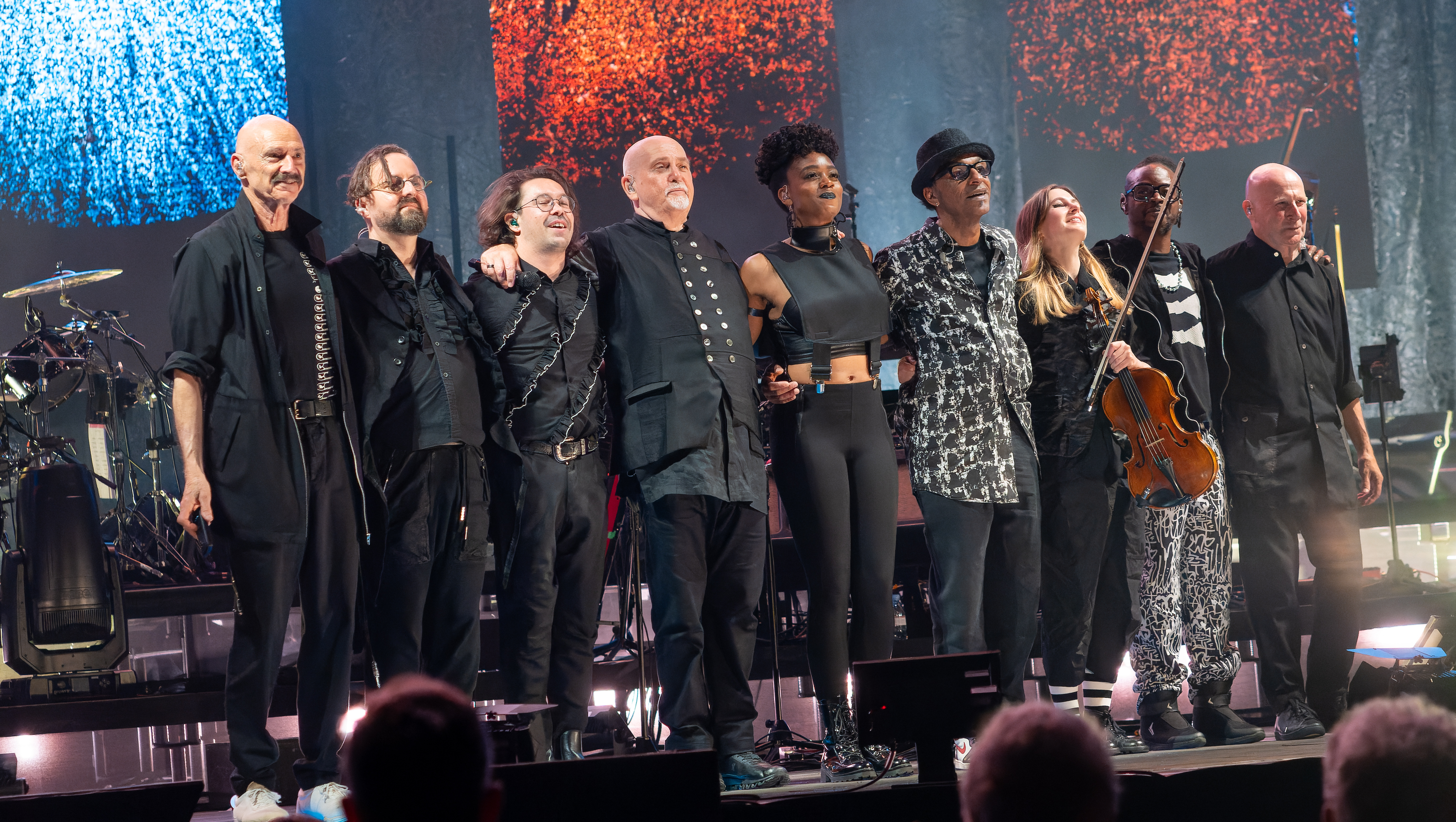
Tony Levin mit den anderen Bühnenmusikern der i/o The Tour 2023: Tony Levin, Richard Evans, Josh Shpak, Peter Gabriel, Ayanna Witter-Johnson, Manu Katché, Marina Moore, Don McLean (Don-E) und David Rhodes (von links nach rechts)

Levin wuchs im Bostoner Vorort Brookline auf. Der jüngere Bruder des Keyboarders Pete Levin begann bereits im Alter von zehn Jahren mit Kontrabassspielen. In der Highschool spielte er Tuba, mit der er auch einige Soli in der Schulband hatte, und gründete eine Barbershop-Band. Sein Hauptinteresse lag allerdings im klassischen Bereich am Klavier, an dem er im Alter von etwa 15 Jahren bei einem Auftritt des Greater Boston Symphony Youth Orchestra auf dem Rasen des Weißen Hauses für John F. und Jackie Kennedy spielte.
Anschließend besuchte er die Eastman School of Music in Rochester und spielte bei den Rochester Philharmonikern. In der Schule lernte er Steve Gadd kennen, der ihm beibrachte, auf höherem Niveau Jazz und Rock zu spielen. Er tauschte seinen Ampeg-Baby-Bass gegen einen alten Fender Precision Bass, der für lange Zeit sein einziges Instrument blieb.
1970 zog Levin nach New York City und trat einer Band bei, die Aha, the Attack of the Green Slime Beast hieß und in der auch Don Preston von The Mothers of Invention spielte. Kurz danach begann er eine Karriere als Sessionmusiker und spielte im Laufe der 1970er auf vielen Alben den Bass, so auch 1975 auf Still Crazy After All Those Years von Paul Simon, mit dem er von da an bis Anfang der 80er Jahre regelmäßig tourte. Als Simon 1980 sein Projekt One-Trick Pony realisierte, war Levin nicht nur auf dem Album zu hören, sondern spielte auch in dem dazugehörigen Kinofilm mit.
1978 zog Levin nach Woodstock, wo er der Band L’Image beitrat. Die Band, in der unter anderem auch Steve Gadd, Mike Mainieri und Warren Bernhardt spielten, trennte sich bereits ein Jahr später.
Ende der 1970er trat er der Band Peter Gabriels bei, den er durch Bob Ezrin kennengelernt hatte; mit Ezrin hatte er Alice Coopers Welcome to My Nightmare und Lou Reeds Berlin aufgenommen. Auf dem ersten Album von Peter Gabriel wirkte Levin mit und spielte auch Tuba. Bei den Aufnahmen zu diesem Album traf Levin auch Robert Fripp und wurde, nachdem er 1980 auf dessen Soloalbum Exposure gespielt hatte, Mitglied von King Crimson, wo er zunächst bis zur Jahrtausendwende blieb. Seit 2003 gehört er wieder zur Band. Er arbeitete unter anderem an dem Soundtrack OVO von Peter Gabriel für die Millennium Dome Show von 2000 mit. Seit 1977 ist er an allen Veröffentlichungen von Gabriel mit Ausnahme der Orchester-Aufnahmen bis zu dem Album i/o von 2023 beteiligt. Er ist außerdem seit Beginn von Gabriels Solo-Karriere ständiger Teil der Live-Band von Peter Gabriel.

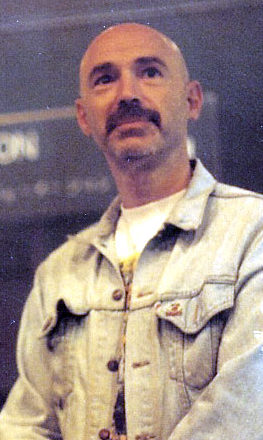
Tony Levin, 1993

Bei King Crimson, also ab 1980, entwickelte sich Levin neben dem Bass- auch zu einem virtuosen Spieler des sogenannten Chapman Sticks.
 Als Bassist fokussierte er sich zunächst auf die Basstöne, erforschte aber später auch den Gitarrenpart des Instruments. Levin entwickelte sich zu einem der anerkannten Künstler auf diesem Musikinstrument. Levin nahm sechs Soloalben auf, zwei weitere Alben nahm er mit der Tony Levin Band auf.
Tony Levin beteiligte sich 1993 mit dem Lied Lone Bear an dem von Peter Gabriel initiierten Kompilations-Album Plus from Us, bei dem sich einige an dem Gabriel-Album Us von 1992 beteiligte Musiker mit eigenen Arbeiten vorstellen konnten.
Neben seiner Haupttätigkeit als Musiker ist er auch als Autor des Foto-Bildbandes Images from a Life on the Road mit Themen aus seinem Wirken im Live-Musikbereich und als Autor und Fotograf seiner Tour-Diaries von allen Live-Tourneen an denen er teilnahm bekannt.

## Zusammenarbeit mit anderen Künstlern
Im Laufe seiner Karriere spielte er, neben den oben erwähnten, außerdem u. a. mit folgenden Bands und Musikern zusammen: Jeff Beck, Alice, Anderson, Bruford, Wakeman, Howe, Claudio Baglioni, California Guitar Trio, David Bowie, John Lennon, Liquid Tension Experiment, Mark Knopfler, Magellan, Mark Kostabi, Pink Floyd, Seal, Terry Bozzio und Yes.

## Diskografie

### Solo
- 1995 – World Diary
- 1997 – From the caves of the iron mountain
- 2000 – Waters of Eden
- 2002 – Pieces of the sun (mit der Tony Levin Band)
- 2002 – Double Espresso (mit der Tony Levin Band)
- 2006 – Resonator
- 2007 – Stick Man
- 2024 – Bring It Down To The Bass

### Bozzio Levin Stevens
- 1997 – Black Light Syndrome
- 2000 – Situation Dangerous

### Liquid Tension Experiment
- 1998 –  Liquid Tension Experiment
- 1999 –  Liquid Tension Experiment 2
- 2021 –  Liquid Tension Experiment 3

### Bruford Levin Upper Extremities
- 1999 – BLUE Nights

### Liquid Trio Experiment
- 2007 – Spontaneous Combustion

### Stick Men
- 2010 – Soup
- 2011 – Absalom
- 2012 – Open
- 2013 – Deep
- 2016 – Prog Noir

### Levin Minnemann Rudess
- 2013 – Levin Minnemann Rudess
- 2016 – From The Law Offices Of Levin Minnemann Rudess

### Levin Brothers
- 2014 – Levin Brothers
- 2017 – Special Delivery